# Prestiž
Prestiž (z latinského praestigiae – mámení) je relativní hodnotnost přisuzovaná jedinci či sociální nebo jiné skupině v rámci společnosti. Prestiží může být myšleno dobré jméno, uznávaný vliv, vážnost či důležitost osoby nebo skupiny, respekt. Prestiž je také projevování úcty osobě nebo skupině lidí. V anglosaských státech se úcta odděluje od obecnějšího pojmu prestiže.

## Historie pojmu
Až do 18. století prestiž označovala výsledek dosažený podvodem nebo trikem, později pojem prestiž se používal v přeneseném smyslu pro umělecký efekt např. v literatuře. Dalším historickým významem prestiže je oslňující efekt, který se vztahoval na osobu Napoleona Bonaparta. 
V 19. století pojem prestiže se začal stabilizovat a používal se v neutrálnějším smyslu tak, jak ho známe dnes. 
Max Weber pod prestiže představoval vliv, který je vykonán proti jiné osobě na principu dosažených výsledků nebo podvodu a lsti. Podle toho rozlišuje legitimní a nelegitimní prestiž. Dané rozdělení se dnes nepoužívá. 

## Vysvětlení prestiže
Prestiž budí úctu hodnotících a umocňuje autoritu hodnocených. Příklad v reálném světě se nabízí vztah mezi nadřízeným a podřízeným. L. Leopold ji definuje jako: „příznivý dojem jedné osoby v očích druhé“. A. Vierkandt postavil prestiž jako neoprávněný vliv na lidi oproti autoritě. Existuje mnoho dalších a diametrálně odlišných pohledů a definicí na prestiž. Důvodem je neschopnost přijít s obecně přijímanou pevně danou definicí.
Různé sociologické teorie vnímají důležitost prestiže jinak. Talcott Parsonse, který je představitelem strukturálního funkcionalismu, vysvětluje prestiž jako postavení v hierarchickém uspořádání, které stojí na ustálené, konsenzuální klasifikaci.  Podle T. Parsonse prestiž je „relativní úctou, kterou má individuum v uspořádaném celkovém systému“. 
Prestiž je jedním z faktorů (vedle příjmu, vzdělání, moci, životního stylu atd.), které tvoří sociální postavení jedince nebo skupiny ve společnosti. Max Weber uvedl tzv. statusové skupiny, které byly rozdělené na základě prestiže. 

## Sociální prestiž
Prestiž musíme rozdělit na prestiž individuální a sociální. Sociální prestiž je komplexní jev projevující se ve společnosti. V každé společnosti se ovšem může projevit zcela jinak. Stejná profese může v různých společnostech vyvolávat jen zlomek nebo žádnou prestiž oproti společnostem nebo kulturám jiným. Toto je založeno na hodnotách konkrétní společnosti. Obecně ale, se prestiž ve společnosti řídí podle stupnice hodnot. Ty se liší podle sociální situace skupiny ve společnosti. Stupnice hodnot se mění podle toho, jak se daná skupina začleňuje do globální společnosti. Globální stupnice hodnot se nezajímá o jednotlivé skupiny a jejich podíl na zájmu celku, ale konkrétními hospodářsko-mocenskými situacemi. Do nichž se promítají hlavně zájmy vládnoucí skupiny. Ta šíří svojí stupnici hodnot do světa a čeká že se jí budou všichni řídit. Typickým příkladem je již zmiňovaný vztah mezi podřízeným a nadřízeným.

## Individuální prestiž
Naproti tomu stojí prestiž individuální tedy zaměřující se pouze na jednoho jedince. Prestiž je spolu s příjmem vzděláním, životním stylem, mocí ad. základním ukazatelem sociálního statusu jedince. Prestiž hraje důležitou roli především v teoriích sociální stratifikace, kde tento pojem zavedl Max Weber. Prestiž zde funguje jako další položka zvyšující nebo snižující celkovou hodnotu jedince. Například pokud by člověk byl nesmírně zručný v hraní na konkrétní hudební nástroj, zvedne to jeho prestiž. Protože dokáže nebo má k dispozici něco co většina ne. Individuální prestiž, ale plně závisí na pohledu ostatních osob na vás. I náš pohled na konkrétní osobu může být značně ovlivněn okolnostmi.

## Příklady získávání prestiže
Pokud bychom měli klasifikovat pouze daného člověka dáme mu hodnotu prestiže X. Tuto hodnotu může hodnocený člověk zvýšit tím, že se připojí do skupiny stejně nadaných jedinců. Tímto přijetím jsme si hodnocením více jistí a jsme ochotni dát hodnocené osobě větší hodnotu, protože nejsme jediní, kdo si myslí že daná osoba má minimálně hodnotu X. Dalším faktorem jsou ostatní členové skupiny zvyšující prestiž nejen skupiny, ale i jednotlivých členů. Díky skupině se pak o hodnocené osobě dozví více hodnotitelů. Dále se rozlišuje prestiže jednotlivce v jednotlivých sociálních nebo jiných skupinách. Může mu být propůjčena institucí, nebo firmou či jinou organizací. Prestiž těchto pozic může být spojována spíše s tradicí (například reprezentativní, ale pouze symbolické funkce) nebo spojená s pracovní náplní dané funkce (policie, doktoři, hasiči...).

## Zkoumání prestiže
Hodnocení a měření prestiže je relativní a závisí na sociální pozici osoby. Posuzování míry prestiže se často odvozuje od profese a povolání, které vykonává osoba, u které se určuje míra prestiže. 
Prestiž je předmětem sociologického zkoumání již od roku 1911, kdy provedl T. H. C. Stevenson první empirický výzkum prestiže. Od 40. let 20. století je prestiž předmětem zájmu v západních zemích pravidelně. V 60. letech bylo provedeno první velké mezinárodní porovnání hodnoty prestiže spojené s danou profesí. Na prvních místech se umísťují povolání lékaře, univerzitního profesora a soudce, naopak ve spodní části žebříčku se nalézají především nekvalifikované manuální profese. 
Prvním empirickým výzkumem prestiže v českých zemích byla práce Antonína Obrdlíka v roce 1937. Tématem zkoumání byla důležitost jednotlivých povolání z hlediska vytváření veřejného blaha. 